# Avia B-135
Avia B-135 – czechosłowacki myśliwiec z czasów II wojny światowej.

## Historia
Samolot Avia B-135 był jednym z trzech prototypów Avia B-35 opracowanych przez Františtka Novotnego w 1938 roku. W przeciwieństwie do B-35, B-135 miał skrzydła wykonane z metalu. Po udoskonaleniu prototypu (pierwszy oblot w 1938 roku) rozpoczęto jego badania w locie na początku 1940 roku.
W listopadzie 1939 roku bułgarscy piloci testowali B-35, natomiast w czerwcu 1940 roku testowali B-135. Na podstawie tych lotów Bułgarskie Siły Lotnicze za zgodą niemieckiego Ministerstwa Lotnictwa zamówiły 12 maszyn tego typu, które zostały dostarczone w częściach do Bułgarii w 1942 roku. Bułgarzy montowali go na miejscu. Po wykonaniu zamówienia zakończono produkcję samolotu.

## Literatura
- William Green und Gordon Swanborough, Jagdflugzeuge der Welt, Motorbuchverlag Stuttgart, 1996
- Bílý, Bernád, Kučera, Avia B-35, B-135, MBI 2003